# Championnats d'Uruguay de cyclisme sur route
Les championnats d'Uruguay de cyclisme sur route sont les championnats nationaux de cyclisme sur route organisés par la Fédération d'Uruguay de cyclisme.

## Hommes

### Podiums de la course en ligne
| Année | Vainqueur           | Deuxième           | Troisième               |
| ----- | ------------------- | ------------------ | ----------------------- |
| 2007  | Cristian Villanueva | Emanuel Yáñez      | Néstor Aquino           |
| 2009  | Néstor Aquino       | Richard Mascarañas | Pablo Pintos            |
| 2010  | Pablo Pintos        | Jorge Bravo        | Gregory Duarte          |
| 2012  | Emanuel Yáñez       | Alinton Gadea      | Pablo Pintos            |
| 2013  | Nicolás Arachichú   | Néstor Pías        | Joan de Souza           |
| 2014  | Emanuel Yáñez       | Diego González     | Alan Presa              |
| 2015  | Geovane Fernández   | Ricardo Guedes     | Matías Pérez            |
| 2016  | Nicolás Arachichú   | Ricardo Guedes     | Richard Mascarañas      |
| 2017  | Richard Mascarañas  | Matías Presa       | Ignacio Maldonado       |
| 2018  | Non attribué        | Non attribué       | Non attribué            |
| 2019  | Pablo Anchieri      | Richard Mascarañas | Nicolás Méndez          |
| 2020  | Non attribué        | Non attribué       | Non attribué            |
| 2021  | Roderyck Asconeguy  | Anderson Maldonado | Pablo Pintos            |
| 2022  | Thomas Silva        | Ivo Weickert       | Leonel Rodríguez        |
| 2023  | Leonel Rodríguez    | Fernando Méndez    | Juan Echevarria Goytino |
| 2024  | Leonel Rodríguez    | Ignacio Maldonado  | Ivo Weickert            |
| 2025  | Thomas Silva        | Eric Fagúndez      | Roderyck Asconeguy      |

Multi-titrés
- 2 : Emanuel Yáñez, Nicolás Arachichú, Leonel Rodríguez, Thomas Silva

### Podiums du contre-la-montre
| Année     | Vainqueur       | Deuxième                   | Troisième          |
| --------- | --------------- | -------------------------- | ------------------ |
| 2009      | Daniel Fuentes  | Luis Alberto Martínez (es) | Richard Mascarañas |
| 2010      | Jorge Soto      | Mariano De Fino            | Richard Mascarañas |
| 2012      | Jorge Soto      | Richard Mascarañas         | Agustín Moreira    |
| 2013      | Jorge Soto      | Néstor Pías                | Ignacio Maldonado  |
| 2014      | Néstor Pías     | Jorge Soto                 | Agustín Moreira    |
| 2015      | Néstor Pías     | Matías Presa               | Jorge Bravo        |
| 2016      | Agustín Moreira | Matías Presa               | Richard Mascarañas |
| 2017      | Agustín Moreira | Sixto Núñez                | Cristian Pérez     |
| 2018      | Robert Méndez   | Agustín Moreira            | Juan Caorsi        |
| 2019      | Jorge Soto      | Nicolás Rariz              | Pablo Troncoso     |
| 2020-2021 | Non attribué    | Non attribué               | Non attribué       |
| 2022      | Agustín Alonso  | Roderyck Asconeguy         | Agustín Moreira    |
| 2023      | Eric Fagúndez   | Agustín Moreira            | Roderyck Asconeguy |
| 2024      | Agustín Moreira | Eric Fagúndez              | Thomas Silva       |
| 2025      | Eric Fagúndez   | Thomas Silva               | Agustín Alonso     |

Multi-titrés
- 4 : Jorge Soto
- 2 : Néstor Pías, Agustín Moreira, Eric Fagúndez

## Espoirs Hommes

### Podiums de la course en ligne
| Année | Vainqueur           | Deuxième               | Troisième           |
| ----- | ------------------- | ---------------------- | ------------------- |
| 2010  | Matías Presa        | Ignacio Maldonado      | Ramiro Cabrera      |
| 2012  | Bilker Castro       | Robert Hernández       | Jorge Corujo        |
| 2013  | Diego González      | Rafael Ferrero         | Robert Méndez       |
| 2014  | Sixto Núñez         | Joaquín Hiriart        | Anderson Maldonado  |
| 2015  | Robert Méndez       | Mauricio Moreira       | Mauricio Santa      |
| 2016  | Sandro Rodríguez    |                        |                     |
| 2017  | Cristian Guthiérrez | Alexander Gutiérrez    | Luciano Flores      |
| 2018  | Non attribué        | Non attribué           | Non attribué        |
| 2019  | Bruno Santa Cruz    | Juan Martín Echeverria | Nahuel Hernández    |
| 2020  | Non attribué        | Non attribué           | Non attribué        |
| 2021  | Gabriel Ochoa       | Iván Pereira           | Ivo Weickert        |
| 2022  | Thomas Silva        | Ivo Weickert           | Sebastián Caraballo |
| 2023  | Thomas Silva        | Lucas Piano            | Joaquín Castro      |
| 2024  | Ciro Pérez          | Pablo Bonilla          | Leandro Vidal       |
| 2025  | Ciro Pérez          | Pablo Bonilla          | Felipe Reyes Arruti |

Multi-titrés
- 2 : Thomas Silva, Ciro Pérez

### Podiums du contre-la-montre
| Année | Vainqueur          | Deuxième         | Troisième              |
| ----- | ------------------ | ---------------- | ---------------------- |
| 2010  | Roderyck Asconeguy | Ramiro Cabrera   | Ignacio Maldonado      |
| 2012  | Agustín Moreira    | Sixto Núñez      | Enrique Peculio        |
| 2013  | Camilo Pimentel    | Diego Martín     | Sixto Núñez            |
| 2014  | Agustín Moreira    | Sixto Núñez      | Carlos Cabrera         |
| 2015  | Agustín Moreira    | Pablo Troncoso   | David Bauer            |
| 2016  | Mauricio Moreira   | Pablo Troncoso   | Diego Jamen            |
| 2017  | Mauricio Moreira   | Nahuel Soares    | Martín Ansolabehere    |
| 2018  | Eric Fagúndez      | Nahuel Alarcón   | Hernán Silvera         |
| 2019  | Agustín Alonso     | Nahuel Hernández | Juan Martín Echeverria |
| 2020  | Non attribué       | Non attribué     | Non attribué           |
| 2022  | Ivo Weickert       | Juan Labeque     | Sebastián Caraballo    |
| 2023  | Thomas Silva       | Pablo Bonilla    | Mateo Mascarañas       |
| 2024  | Ciro Pérez         | Mateo Mascarañas | Pablo Bonilla          |
| 2025  | Pablo Bonilla      | Ciro Pérez       | Felipe Reyes Arruti    |

Multi-titrés
- 3 : Agustín Moreira
- 2 : Mauricio Moreira

## Juniors Hommes

### Podiums de la course en ligne
| Année     | Vainqueur                          | Deuxième                           | Troisième                          |
| --------- | ---------------------------------- | ---------------------------------- | ---------------------------------- |
| 2010      | Carlos Cabrera                     | Matias Pombo                       | Sergio Saavedra                    |
| 2012      | José Larrosa                       | Nicolás Aveiro                     | Alexander Gutiérrez                |
| 2013      | Mauricio Moreira                   | Nicolás Aveiro                     | Cristhian Gutiérrez                |
| 2014      | Mauricio Chineppe                  | Santiago Vanolli                   | Giovani Acosta                     |
| 2015      | Cristian Orellano                  |                                    |                                    |
| 2016-2018 | Non attribué ou résultats inconnus | Non attribué ou résultats inconnus | Non attribué ou résultats inconnus |
| 2019      | Thomas Silva                       | Dante Gómez                        | Ulises Carballo                    |
| 2020      | Non attribué                       | Non attribué                       | Non attribué                       |
| 2021      | Pablo Bonilla                      | Jenrry Perez                       | Santiago Acuña                     |
| 2022      | Ciro Pérez                         | Pablo Bonilla                      | Franco Seijas                      |
| 2023      | Ciro Pérez                         | Felipe Reyes                       | Thomas Lucas                       |
| 2024      | Santiago Rivero                    | Bruno Malo                         | Juan Lujan                         |
| 2025      | Ivan Salvagno                      | Laurencio Aquino                   | Federico Nahuel Silveira           |

Multi-titrés
- 2 : Ciro Pérez

### Podiums du contre-la-montre
| Année     | Vainqueur                          | Deuxième                           | Troisième                          |
| --------- | ---------------------------------- | ---------------------------------- | ---------------------------------- |
| 2012      | Mauricio Moreira                   | Diego González                     | Wayner Gadea                       |
| 2013      | Luis Olivera                       | Mauricio Moreira                   | Eddy Corujo                        |
| 2014      | Frederico Rivero                   | Santiago Vanolli                   | Mauricio Chineppe                  |
| 2015      | Cristian Orellano                  |                                    |                                    |
| 2016      | Jean Pierre Bordenave              | Douglas Castro                     | Alfredo Larraura                   |
| 2017-2018 | Non attribué ou résultats inconnus | Non attribué ou résultats inconnus | Non attribué ou résultats inconnus |
| 2019      | Thomas Silva                       | Dante Gómez                        | Juan Labeque                       |
| 2020-2021 | Non attribué                       | Non attribué                       | Non attribué                       |
| 2022      | Pablo Bonilla                      | Thomas Lucas                       | Facundo Revetria                   |
| 2023      | Ciro Pérez                         | Felipe Reyes                       | Martín Fallini                     |
| 2024      | Bruno Malo                         | Martín Fallini                     | Agustin Saavedra                   |
| 2025      | Nicolas Bauzil                     | Andy Devotto                       | Laurencio Aquino                   |